# ديريك بيل (لاعب كرة قاعدة)
ديريك بيل (بالإنجليزية: Derek Bell)‏ هو لاعب كرة قاعدة أمريكي، ولد في 11 ديسمبر 1968 في تامبا في الولايات المتحدة.

## وصلات خارجية
- ديريك بيل على موقع دوري كرة القاعدة الرئيسي (الإنجليزية)
- ديريك بيل على موقعبيزبول رفرنس.كوم (الدوري الرئيسي) (الإنجليزية)
- ديريك بيل على موقعبيزبول رفرنس.كوم (الدوري الثانوي) (الإنجليزية)
- ديريك بيل على موقع إي إس بي إن.كوم (أم.أل.بي) (الإنجليزية)
- ديريك بيل على موقع مشجعي الرسوم البيانية (الإنجليزية)